# Katharine Cameron
Katharine Cameron (Hillhead, Glasgow, 26 de febrero de 1874 – 1965) fue una artista escocesa.

## Biografía
Hija del reverendo Robert Cameron y hermana del artista David Young Cameron. Estudió en la Escuela de Arte de Glasgow, de 1890 a 1893. Posteriormente, estudió en el Atelier Colarossi, con Gustave Courtois. En 1928 se casó con Arthur Kay, cuyo interés en los artefactos jacobitas y escoceses fue importante en la construcción de la colección de la Asociación de Artes Modernas de Escocia.
Fue elegida miembro de la Glasgow Society of Lady Artists en 1892 y de la Royal Scottish Society of Painters in Watercolor en 1897. Expuso en la Royal Scottish Academy, de 1894 a 1965.
Interpretó el papel de la reina Maeve en la sección escocesa de Razas Celtas del desfile y la mascarada de la Exposición Nacional Escocesa, celebrada en Saughton Park, Edimburgo en 1908.

## Ilustradora de libros
Formó parte de las Glasgow Girls, dentro de la Escuela de Glasgow, cuyo estilo combina el Art Nouveau, el renacimiento celta, el movimiento Arts and Crafts y la estética del japonismo. Sus pinturas, con sus "contornos audaces y colores vivos", se prestaban al formato de ilustración de libros, y en 1904 firmó un contrato con la editorial londinense TC y EC Jack para ilustrar cuentos de hadas. Su interés por los materiales bordados, las telas y el vestuario se manifiesta en sus ilustraciones, al igual que la influencia de Whistler en su uso del simbolismo. Cameron también diseñó las encuadernaciones para estos trabajos.
Ilustró una serie de tres libros de cuentos de hadas para TC y EC Jack (In Fairyland, The Enchanted Land y Celtic Tales), que obtuvo una crítica positiva. Su cuarto título para los mismos editores, Legends and Stories of Italy for Children de 1909, fue parte de la serie Told to the Children, para la cual las artistas escocesas Phoebe Anna Traquair y Olive Allen Biller también colaboraron con sus ilustraciones.
A partir de 1907, Cameron también ilustró varios libros para la serie Envelope Book de TN Foulis, donde mostraba su talento para "delicadas ilustraciones románticas en acuarela... reminiscencias de los primeros trabajos de las hermanas Macdonald y Charles Rennie Mackintosh".
Su último libro para TC y EC Jack se publicó en 1916, titulado Flowers I Love. Esta publicación, que muestra plantas inusuales y exóticas, marcó un cambio en su interés artístico hacia su verdadera pasión, la pintura de flores. Su último diseño de libro fue la portada de Treasure Trove in Art de 1939.

## Obras
Ilustró los siguientes libros. Algunos de los cuales fueron publicados por TC & EC Jack of London en su serie Told to the Children, editada por Louey Chisholm.
- El libro amarillo (1897), junto a otros ilustradores
- Mary Macgregor - Historias de los caballeros del rey Arturo (Jack, 1905)
- Charles Kingsley - Los bebés de agua, contados a los niños por Amy Steedman (Jack, 1905)
- Louey Chisholm - Las cigüeñas y otras historias para los seis años (Jack, 1905)
- Louey Chisholm - La tierra encantada (Jack, 1906)
- Friedrich de la Motte Fouqué - Undine, contada a los niños por Mary Macgregor (Jack)
- Elizabeth Barrett Browning - Rima de la duquesa de mayo (Foulis, c. 1907)[4]
- Aucassin y Nicolette (Historia de la canción francesa del siglo XII) (1908)
- Amy Steedman - Leyendas e historias de Italia (Jack, 1909)
- Louey Chisholm - In Fairyland: Tales Told Again (Jack, 1910)
- Louey Chisholm - Cuentos celtas contados a los niños (Jack, 1910)
- James Richmond Aitken - En un jardín de la ciudad (Foulis, 1913)
- Edward Thomas - Las flores del amor: una antología de poemas florales Una serie de 24 dibujos en color (Jack, 1916)

## Galería de Imágenes

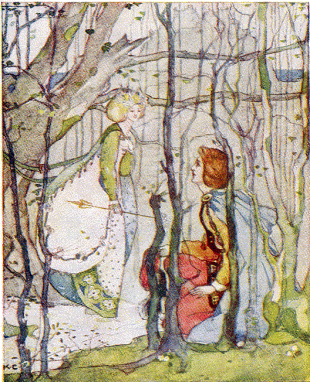
Thomas the Rhymer
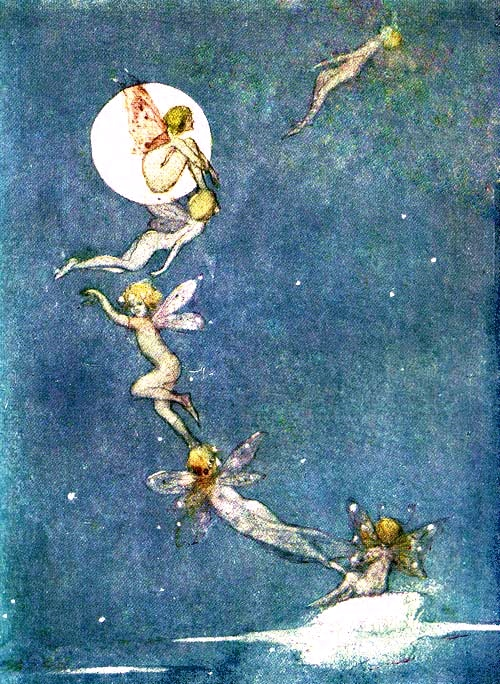
Pixies
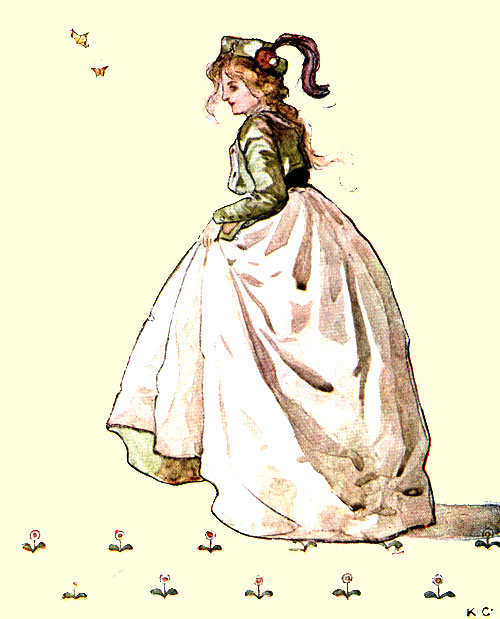
Scottish Woman
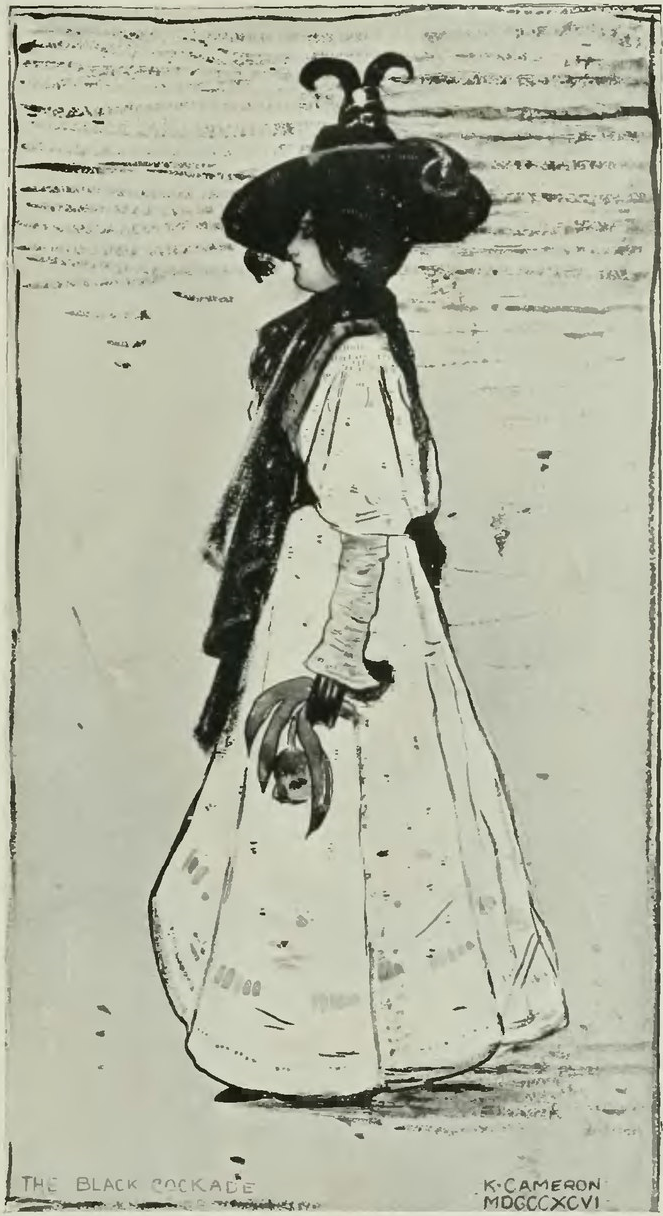
The Black Cockade, Yellow Book Vol 13